# МУР (творче об'єднання)
«МУР» — українське творче об'єднання, засноване 2022 року з метою розказати українцям про трагедію репресованих митців і зацікавити молодь національною літературою. Навесні 2024 року стало відоме завдяки своєму музичному альбому «Ти [Романтика]» та однойменному мюзиклу.

## Історія

### Заснування
Проєкт заснував у травні 2022 року Олександр Хоменко — український режисер та актор. У червні 2022 року вийшов перший музичний альбом «МУР vol.1», що складався з 8 композицій на вірші українських письменників. У вересні 2022 року вийшов другий альбом «Захалявна книжечка».

### «Ти [Романтика]»
У лютому 2024 року «МУР» випустили альбом про поетів Червоного ренесансу під назвою «Ти [Романтика]», у ньому — 17 композицій, які зв'язані між собою сюжетом. Альбом розповідає про трагічні події 1920-х років, коли совєтська система придушувала українське культурне відродження. Головний герой — Павло Тичина. Серед співавторів альбому — Сергій Жадан, Олена Кравець, Євгеній Янович, гурти «Хейтспіч», NAZVA. Навесні 2024 року об'єднання представило мюзикл «Ти [Романтика]» та виступило з ним у 24 містах України. Загалом усі вистави відвідали 30 тисяч людей по всій країні, і тур зібрав 23 млн грн, понад 3 млн грн — на дрони для 3-ї ОШБр.

### Освітня премія ім. Павла Тичини
У вересні 2024 року «МУР» заснували освітню премію імені Павла Тичини, аби відзначити вчителів, які змінюють підхід до української освітньої системи, та заохотити до творчого викладання й обміну досвідом. Освітня премія має п'ять категорій: наука, музика, література, історія та художнє мистецтво.

## Склад
- Олександр Хоменко — засновник[2]
- Віктор Ткаченко — тексти, музика, саундпродакшн[2]
- Микола Шмундир — речитатив, піар[2]
- Марія О'Райлі — відеомонтаж[6]
- Соломія Казолуп ― дизайн[7]
- Олександр Заїка[3] — тексти, музика, вокал